# St. Laurentius (Wehrstedt)

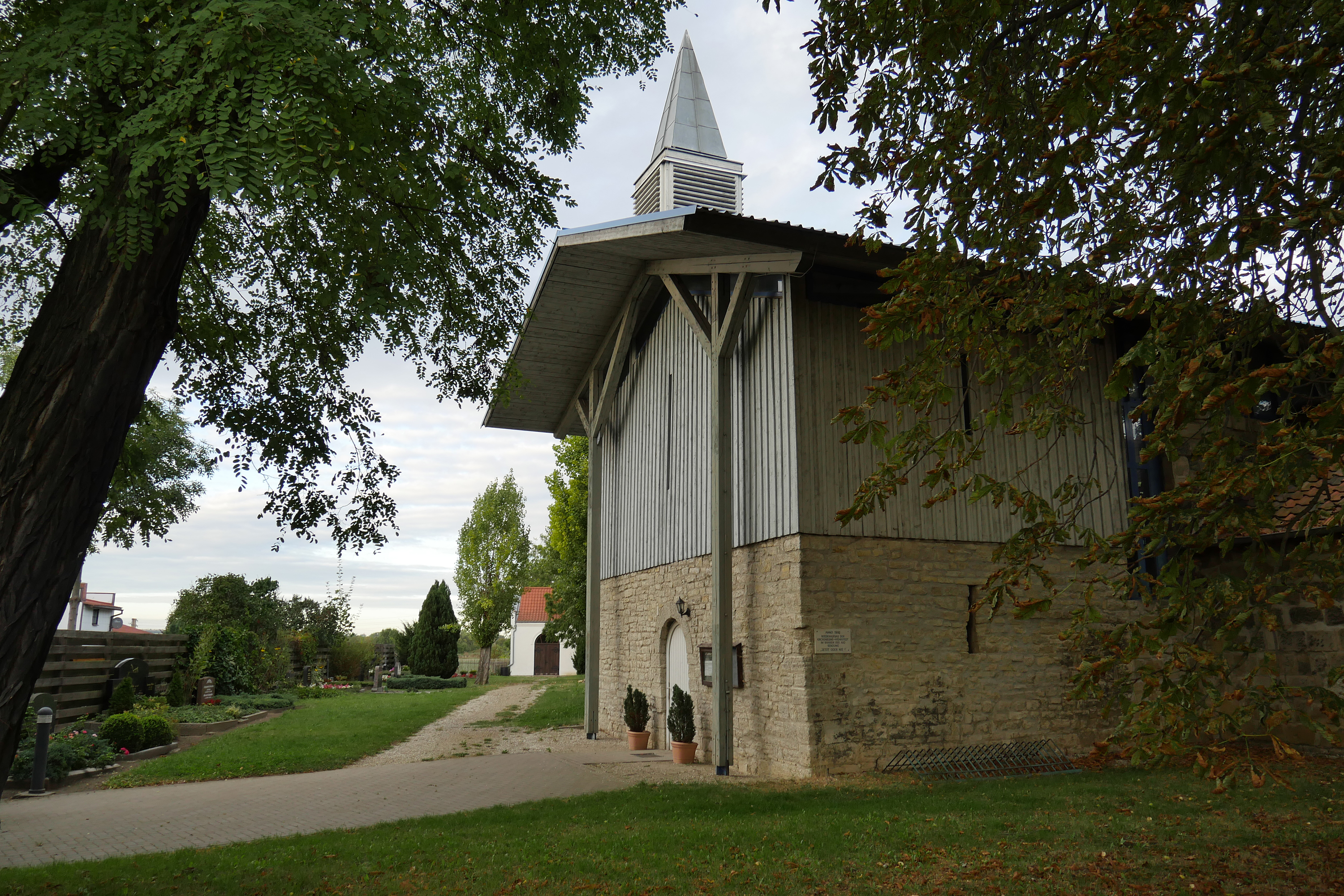
Wehrstedt: Kirche St. Laurentius

Die St.-Laurentius-Kirche ist eine romanische Dorfkirche im Ortsteil Wehrstedt von Halberstadt.

## Geschichte
Die romanische St.-Laurentius-Kirche in Wehrstedt wurde um 1194 erbaut. Wehrstedt nahm in der Reformation den evangelischen Glauben an. Die Kirche wurde im Dreißigjährigen Krieg und erneut im Zweiten Weltkrieg zerstört. 
Im Sommer 1991 wurde die Ruine durch ABM-Kräfte von Trümmern und Bewuchs freigeräumt. Der Taufstein von 1620 wurde aus den Trümmern geborgen. 1992 schuf Professor Berthold Burkhardt von der TU Braunschweig mit zwei seiner Studentinnen ein Überdachungsmodell. Die Ruine der Kirche wurde 1993 in einer spektakulären Aktion der ARD-Fernsehsendung „Jetzt oder nie“ mit Ingo Dubinski in nur 60 Stunden auf den alten Mauerresten wiederaufgebaut. Die Kirche wird heute von der Evangelischen Kirchengemeinde Halberstadt betreut.
Die St.-Laurentius-Kirche ist in der Liste der Kulturdenkmale in Halberstadt unter der Erfassungsnummer 094 03137 verzeichnet.